# 히라오카 다스쿠
히라오카 다스쿠(일본어: 平岡 翼, 1996년 2월 23일 ~ )는 일본의 전 축구 선수이다.

## 구단 경력
그는 2014년부터 2021년까지 J리그의 FC 도쿄, 도치기 SC, FC 이마바리에서 활동하였다.